# Бре (междуметие)
Бре, Бе, Море са характерни междуметия за българския език, както и за езиците от балканския езиков съюз. Те са израз на фамилиарност и служат за обръщения и/или възклицания, предимно в разговорната реч.
Употребата на „бре“, в зависимост от интонацията, често се предхожда от възклицателен гласен звук.
Интересна особеност е, че са разпространени и сред сърбохърватския щокавски говор.
Междуметието е характерно и за венецианския език.